# Dalbergia debilis
Dalbergia debilis là một loài thực vật có hoa trong họ Đậu. Loài này được J.F.Macbr. miêu tả khoa học đầu tiên.